# Al-Walid ibn Uqba
Al-walīd ibn'uqba ibn abī mu'ayṭ (árabe: الوليد ابن عقبة ابن أبي معيط, murió 680) fue el gobernador de Kufa en 645/46 - 649/50 durante el reinado de su hermanastro, Califa Uthman (R. 656) .
Durante el reinado de Uthman, lo acusaron de beber, se le impuso el castigo legal de azotar y, según algunos relatos, con la mano de Ali.

## Vida
Al-Walid nació en La Meca de padre Uqba ibn Abi Mu'ayt del clan Banu Umayya y madre Arwa bint Kurayz de Banu Rabi'ah. Ambos padres pertenecían a clanes de la rama Banu Abd Shams de la tribu Quraysh, que dominaba La Meca. También era medio hermano materno de Uthman ibn Affan, un miembro de los Banu Umayya que se convirtió en califa en 644. Como la mayoría de los habitantes de La Meca en ese momento, su familia era politeísta y se oponía a Mahoma. Su padre murió luchando contra este último en la Batalla de Badr en 624. Sin embargo, al-Walid se convirtió al Islam después de la conquista musulmana de La Meca en 630. Mahoma le encargó que recaudara el sadaqa (tributo caritativo) de una tribu árabe conocida como los Banu Mustaliq.
Durante el gobierno del califa Umar (r. 634–644), al-Walid fue el encargado de recolectar el sadaqa de la tribu Banu Taghlib en la Alta Mesopotamia.
Más tarde participó durante la conquista musulmana del Levante, cuando fue enviado por Iyad ibn Ghanm para someter las fortalezas de la tribu de Rabi'a y Tanukhid en Yazira, en un intento de aliviar las presiones de la coalición bizantina hacia Emesa.
Su hermano uterino, Utman, lo nombró gobernador de Kufa en 645/46, pero su comportamiento y consumo de vino irritaron a los piadosos musulmanes de esa ciudad, lo que obligó a Utman a llamarlo en 649/50. Huyó a la Alta Mesopotamia tras el asesinato de Utman en 656 y murió en al-Raqqa en 680. Su hijo Aban se desempeñó como gobernador de Homs bajo el califa Abd al-Malik.